# Siergiej Marutik
Siergiej Marutik (ros. Сергей Марутик; ur. 12 sierpnia 1977 r.) − rosyjski kulturysta. Mistrz Rosji i wicemistrz Europy w kulturystyce.

## Życiorys
W dzieciństwie zamieszkiwał Brześć na Białorusi. Przeniósł się do Moskwy.
W kulturystyce odnosi sukcesy od 2003. Jesienią tego roku startował w Mistrzostwach Kraju Krasnodarskiego, podczas których zajął czwarte miejsce w kategorii wagowej do 87,5 kg. Rok później, na tych samych zawodach, w tej samej kategorii, wywalczył już srebrny medal. W 2008, w różnych kategoriach wagowych, zdobył w sumie pięć brązowych medali na czterech turniejach: Pucharze Rosji, Pucharze Moskwy, Pucharze Obwodu Moskiewskiego oraz Mistrzostwach Południowego Okręgu Federalnego. Jeszcze tego roku został absolutnym mistrzem zawodów rozegranych w mieście Stupino. W 2011 wywalczył brąz w kategorii wagowej do 90 kg podczas Mistrzostw Rosji federacji PBS (ФБФР). Dwa lata później udział w Mistrzostwach Moskwy przyniósł mu pierwsze miejsce na podium w kategorii do 95 kg, a także piąte w kategorii ogólnej. W maju 2013 brał udział w Mistrzostwach Europy w Kulturystyce, rozegranych przez IFBB w Mołdawii. Wśród zawodników o masie ciała nieprzekraczającej 95 kg uplasował się na drugim miejscu.
Ma 174 cm wzrostu. W najlepszym okresie kariery sportowej obwód jego bicepsa wynosił ok. 50–52 cm. Pracuje jako trener osobisty. Był żonaty, jego żona Swietłana zmarła na raka. W 2012 roku urodził się jego syn.

## Wymiary
- wzrost: 174 cm
- obwód bicepsa: ok. 50–52 cm

## Osiągnięcia (wybór)
- 2003: Mistrzostwa Kraju Krasnodarskiego w Kulturystyce, kategoria wagowa do 87,5 kg − IV m-ce
- 2003: Mistrzostwa Kraju Krasnodarskiego w Kulturystyce, kategoria ogólna − IX m-ce
- 2004: Mistrzostwa Kraju Krasnodarskiego w Kulturystyce, kategoria wagowa do 87,5 kg − II m-ce
- 2004: Mistrzostwa Kraju Krasnodarskiego w Kulturystyce, kategoria ogólna − IV m-ce
- 2005: Puchar Rosji w Kulturystyce, federacja PBS (ФБФР), kategoria wagowa do 95 kg − XI m-ce
- 2005: Mistrzostwa Kraju Krasnodarskiego w Kulturystyce, kategoria wagowa do 95 kg − II m-ce
- 2005: Mistrzostwa Kraju Krasnodarskiego w Kulturystyce, kategoria ogólna − VI m-ce
- 2007: Puchar Petersburga i Obwodu Leningradzkiego, kategoria wagowa do 100 kg − VII m-ce
- 2008: Puchar Rosji w Kulturystyce, federacja PBS (ФБФР), kategoria wagowa do 85 kg − III m-ce
- 2008: Puchar Moskwy w Kulturystyce, kategoria wagowa do 90 kg − III m-ce
- 2008: Puchar Obwodu Moskiewskiego w Kulturystyce, kategoria wagowa do 90 kg − III m-ce
- 2008: Mistrzostwa Południowego Okręgu Federalnego w Kulturystyce, kategoria wagowa do 100 kg − III m-ce
- 2008: Mistrzostwa Południowego Okręgu Federalnego w Kulturystyce, kategoria ogólna − III m-ce
- 2008: Mistrzostwa Stupino w Kulturystyce, kategoria ogólna − I m-ce
- 2009: Puchar Obwodu Moskiewskiego w Kulturystyce, kategoria wagowa do 100 kg − II m-ce
- 2009: Mistrzostwa Obwodu Moskiewskiego w Kulturystyce, kategoria wagowa do 100 kg − II m-ce
- 2009: Puchar Moskwy w Kulturystyce, kategoria wagowa do 100 kg − IV m-ce
- 2009: Mistrzostwa Moskwy w Kulturystyce, kategoria wagowa do 100 kg − III m-ce
- 2010: Puchar Moskwy w Kulturystyce, kategoria wagowa do 100 kg − VI m-ce
- 2011: Mistrzostwa Moskwy w Kulturystyce, kategoria wagowa do 100 kg − V m-ce
- 2011: Mistrzostwa Rosji w Kulturystyce, federacja PBS (ФБФР), kategoria wagowa do 90 kg − III m-ce
- 2011: Mistrzostwa Obwodu Tulskiego w Kulturystyce "Mr. & Mrs. Tula", kategoria wagowa powyżej 90 kg − II m-ce
- 2012: Puchar Moskwy w Kulturystyce, kategoria wagowa do 90 kg − III m-ce
- 2012: Puchar Rosji w Kulturystyce, federacja PBS (ФБФР), kategoria wagowa do 90 kg − VII m-ce
- 2013: Puchar Moskwy w Kulturystyce, kategoria wagowa do 90 kg − II m-ce
- 2013: Puchar Rosji w Kulturystyce, federacja PBS (ФБФР), kategoria wagowa do 95 kg − I m-ce
- 2013: Puchar Rosji w Kulturystyce, federacja PBS (ФБФР), kategoria ogólna − V m-ce
- 2013: Mistrzostwa Europy w Kulturystyce, federacja IFBB, kategoria wagowa do 95 kg − II m-ce
- 2013: Grand Prix "Alangasar" ("Алангасар"), kategoria ogólna − III m-ce
- 2015: Puchar Moskwy w Kulturystyce, kategoria wagowa do 95 kg − III m-ce
- 2015: Puchar Rosji w Kulturystyce, federacja PBS (ФБФР), kategoria wagowa do 95 kg − III m-ce
- 2015: Mistrzostwa Europy w Kulturystyce, federacja IFBB, kategoria wagowa do 95 kg − X m-ce